# Khitan (langue)
Le khitan (parfois orthographié Kitan, également connu sous le nom de Liao, en chinois simplifié : 契丹语 ; chinois traditionnel : 契丹語 ; pinyin : qìdān yǔ), est une langue éteinte, parlée à l'origine par les Khitans. 

## Classification
Le khitan appartiendrait aux langues para-mongoles, apparentée aux langues mongoles.
En se basant sur des sources chinoises, Shimunek (2017) le place dans un sous-groupe khitanique, comprenant également le qay, le shirwi propre et peut-être le tou-mo-lou, tous descendant du yü-wen, un dialecte du xianbei (qu'il appelle serbi). Selon lui, le qay et le shirwi propre étaient soit des dialectes d'une même langue, soit trois langues étroitement apparentées.

## Écriture
Cette langue était autrefois écrite à l'aide de deux écritures spécifiques : la grande écriture khitan (en) (契丹大字) et la petite écriture khitan (en) (契丹小字).